# Чернігівщина: Енциклопедичний довідник
Чернігівщина: Енциклопедичний довідник — найбільший і найоб'ємніший з видаваних коли-небудь довідник, присвячений історії, культурі, географії, населеним пунктам і видатним людям Чернігівської області України.
Довідник видано українською мовою накладом 50 тисяч примірників 1990 року видавництвом «Української Радянської Енциклопедії» імені М. П. Бажана за редакцією А. В. Кудрицького (відповідальний редактор). У редакційну колегію видання також увійшли А. Н. Близнюк, І. Л. Бутич, О. Б. Коваленко, Л. І. Палажченко, В. М. Половець і Л. А. Проценко.
На 1007 сторінках Довідника розміщені понад 3700 статей, присвячених найважливішим подіям багатовікової історії Чернігівщини, її містам і селам, історичним і сучасним адміністративним районам краю, природі. У книзі вміщено багато довідок про міські вулиці, пам'ятки архітектури, археології, писемної культури, матеріальні об'єкти, великі підприємства та різні установи. Широко подано інформацію про відомих осіб, життя і діяльність яких були тісно пов'язані з Чернігівщиною.
Подібне видання було першим і лишається єдиним у своєму роді.